# Oppède
Oppède is een gemeente in het Franse departement Vaucluse (regio Provence-Alpes-Côte d'Azur). De plaats maakt deel uit van het arrondissement Apt. Oppède telde op 1 januari 2022 1.285 inwoners.

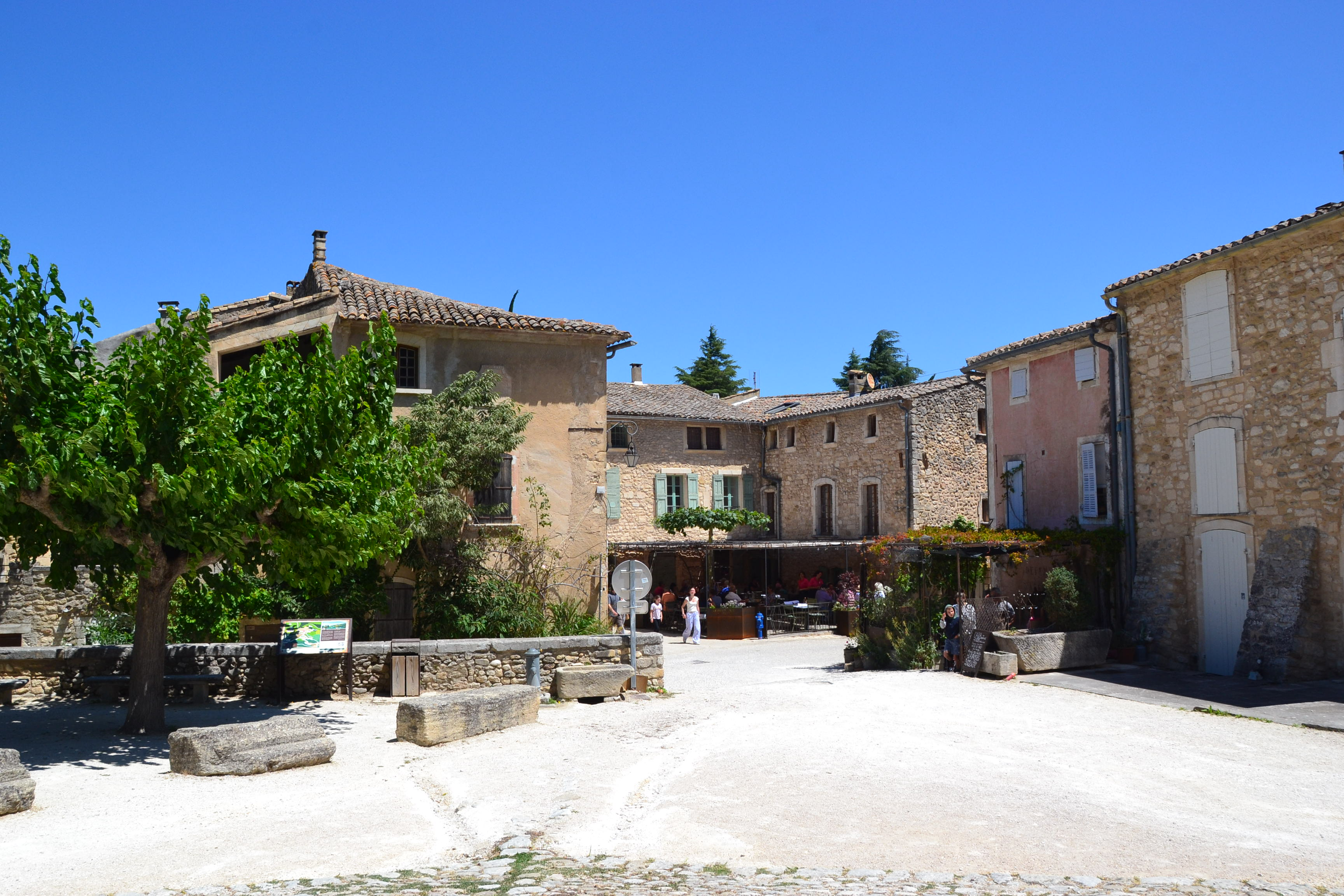
Place de la Croix
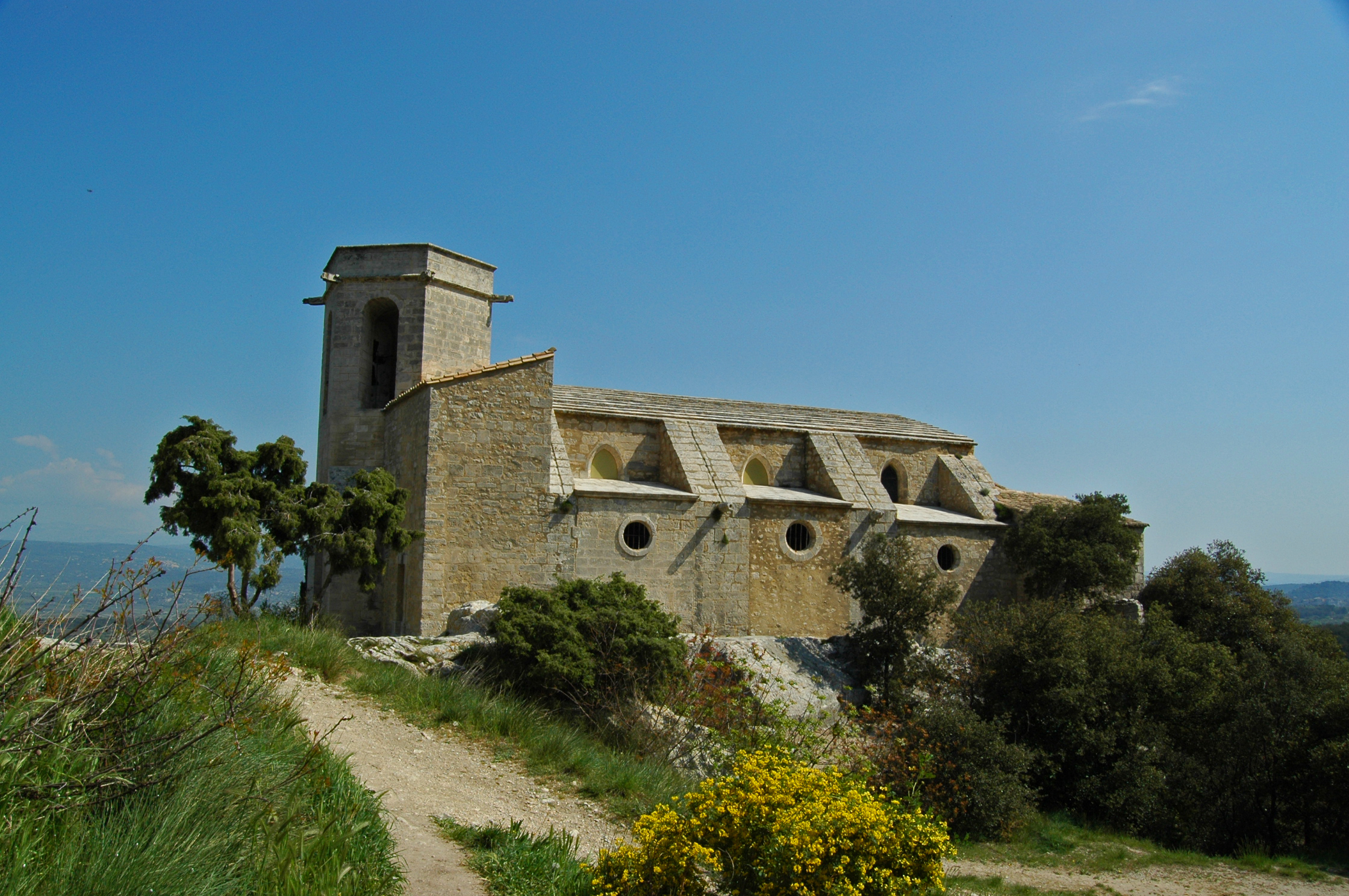
Notre-Dame d'Alydon

## Geografie
De oppervlakte van Oppède bedroeg op 1 januari 2022 24,1 vierkante kilometer; de bevolkingsdichtheid was toen 53,3 inwoners per km².

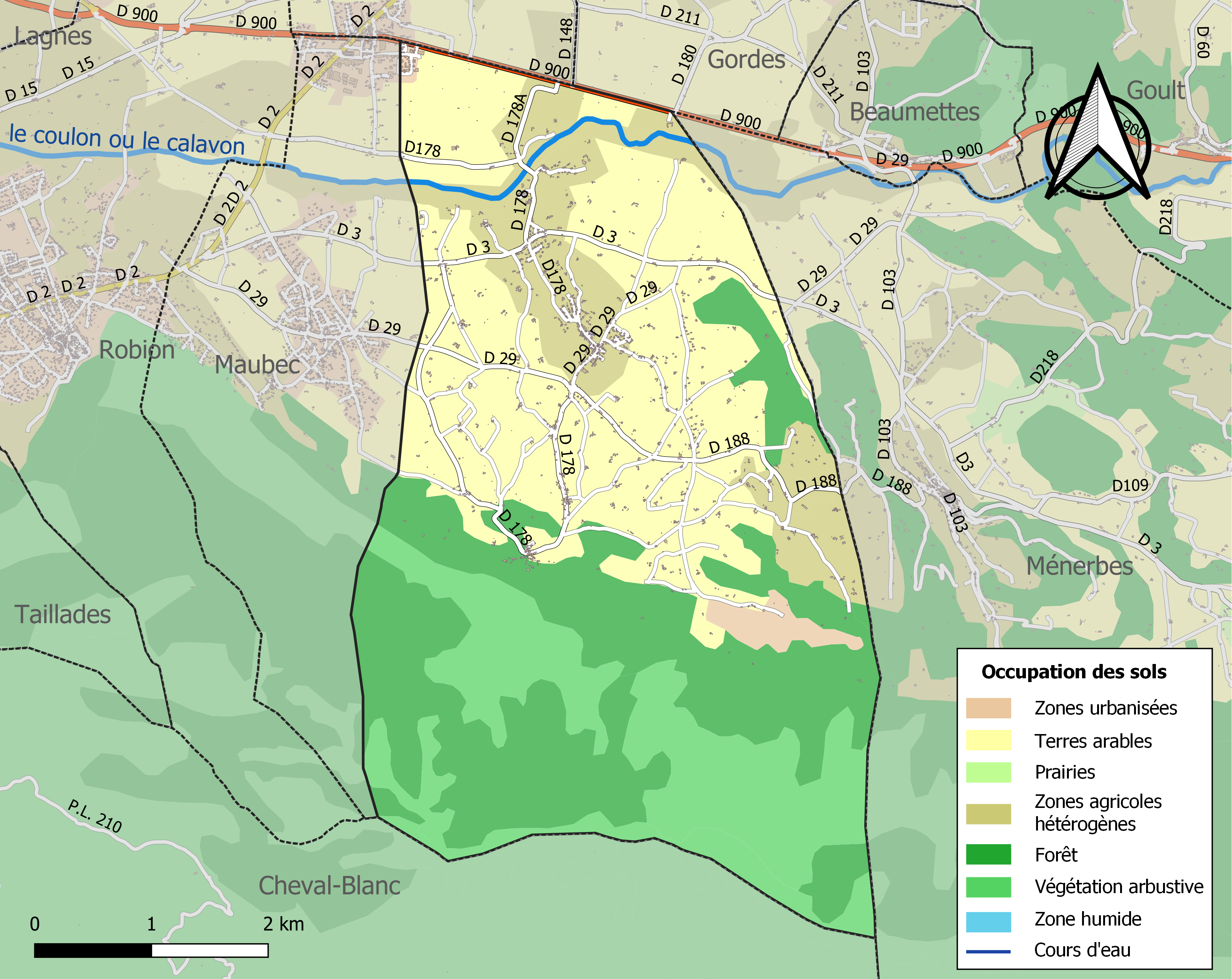
Kaart van de gemeente met belangrijkste infrastructuur, bodemgebruik en omliggende gemeenten

## Demografie
Onderstaande figuur toont het verloop van het inwonertal (bron: INSEE-tellingen).